# شتیکن
شتیکن (به لاتین: Štěkeň) یک منطقهٔ مسکونی در جمهوری چک است که در ناحیه ستراکونیتسه واقع شده‌است. شتیکن ۱۴٫۴۷ کیلومتر مربع مساحت و ۸۴۱ نفر جمعیت دارد و ۳۸۸ متر بالاتر از سطح دریا واقع شده‌است.